# Marcos García
Marcos García Fernández (San Martín de Valdeiglesias, Madrid, 4 de diciembre de 1986) es un ciclista español.

## Trayectoria
Debutó como profesional con el equipo Xacobeo Galicia en 2008. Como amateur se impuso en pruebas importantes como la Vuelta a Ávila o la Bizkaiko Bira.
En 2022 decidió poner fin a su carrera en ruta después de catorce temporadas para competir en 2023 en la disciplina de montaña.

## Palmarés
2008
- Vuelta a Ávila
- Bizkaiko Bira

2017
- 1 etapa del Tour de Japón
- Tour de Hokkaido, más 1 etapa

2018
- Tour de Japón,[2] más 1 etapa

2019
- Tour Peninsular,[3] más 1 etapa[4]

## Resultados en Grandes Vueltas
| Carrera | Carrera         | 2009 | 2010 | 2011 | 2012 | 2013 | 2014 | 2015 | 2016 | 2017 | 2018 | 2019 | 2020 | 2021 | 2022 |
| ------- | --------------- | ---- | ---- | ---- | ---- | ---- | ---- | ---- | ---- | ---- | ---- | ---- | ---- | ---- | ---- |
|         | Giro de Italia  | 52.º | —    | —    | —    | —    | —    | —    | —    | —    | —    | —    | —    | —    | —    |
|         | Tour de Francia | —    | —    | —    | —    | —    | —    | —    | —    | —    | —    | —    | —    | —    | —    |
|         | Vuelta a España | —    | 44.º | —    | 27.º | 75.º | —    | —    | —    | —    | —    | —    | —    | —    | —    |

—: no participa

Ab.: abandono

## Equipos
- Galicia (2008-2010)
  - Karpin Galicia (2008) (hasta el 25 de agosto)
  - Xacobeo Galicia (2008-2010)
- KTM-Murcia (2011)
- Caja Rural (2012-2014)
- Louletano-Ray Just Energy (2015)
- Kinan Cycling Team (2016-2022)